# Xã Brookfield, Quận Tioga, Pennsylvania
Xã Brookfield (tiếng Anh: Brookfield Township) là một xã thuộc quận Tioga, tiểu bang Pennsylvania, Hoa Kỳ. Năm 2010, dân số của xã này là 421 người.